# Biezrząd
Biezrząd – staropolskie imię męskie, złożone z członu Biez- ("bez") i -rząd ("rządzić"). Może oznaczać "ten, którym nikt nie rządzi".